# 薩拉戈麥斯島
薩拉戈麥斯島位于智利西部3210公里的太平洋中，是座火山岛，处于由海床上升约3500公尺的山巅，这里也是纳斯卡板块和太平洋板块交界处。島嶼被中间一道宽约30公尺的地峡分为两部分，东部较大11公顷，东南部有全岛最高点（30公尺），西部只有4公顷。这座岛没有地下水、河流，但有雨水在一些岩石带蓄积，引来大量候鸟繁殖。薩拉戈麥斯島與復活節島共同組成獨特的拉帕努伊亞熱帶闊葉林生態區，但島上没有森林，只有Asplenium obtusatum等4种陆生植物。由于海岸线基本为悬崖，登岛很困难，没有任何迹象表明人类在此居住过。拉帕努伊人知道它的存在，在当地传说中神为了保护岛上的幼鸟才使这里难以靠近。归瓦爾帕萊索大區負責管轄，2010年智利总统皮涅拉宣布该岛为自然保护区。

## 外部連結
- National Monuments, Chilean government.
- document with sketch map
- https://web.archive.org/web/20050829152550/http://www.rapanui.co.cl/numero8/syg.htm
- https://web.archive.org/web/20050330235004/http://www.gunthar.com/archive/easter_island_95/ei_web_site/islands.html
- https://web.archive.org/web/20051014224405/http://www.ecole-navale.fr/fr/irenav/cv/poupin/publis/Checklist_Easter_Poupin.pdf
- Adalbert von Chamisso's Salas y Gomez at Gutenberg (in German) （页面存档备份，存于）
- Parque Marino Sala y Gómez, entry on BlooSee